# Арка на Галерий
 Тази статия е за арката на улица „Егнатия“.  За арката в Солунския археологически музей вижте Малка арка на Галерий.  
Арката на Галерий (на гръцки: Αψίδα του Γαλέριου) е древноримска триумфална арка в центъра на Солун.
Построена е в 298 – 299 година в чест на победата от 298 година на римския император Галерий над Сасанидското царство и завладяването на столицата Ктезифон. Арката не е самостоятелно съоръжение, а е съединена чрез галерии, водещи към гробницата на Галерий - ротондата „Свети Георги“. В 1988 година арката в състава на раннохристиянските и византийски паметници в Солун е включена в списъка на обектите на Световното културно наследство на ЮНЕСКО.

## Описание
За построяването на арката, както и за мавзолея са използвани тухли. От основите на арката е видим четирифасаден план, близък до плана на арката на Янус в Рим. Първоначално тя се състои от две части (отделни стени), съединени чрез покрив, увенчани с продълговат купол на четири колони. Дължината на всяка стена е около 37 метра, с дебелина 3,7 метра. Стените се намират на разстояние от 9 метра една от друга и са имали три отверстия, украсени с арки: централната с 9,7 метра ширина, страничните с 4,85 метра ширина. Височината на централната арка е 12,5 метра, а на страничните – 6,5 метра. Цялото съоръжение се поддържа от шест колони, четири от които са разположени в централната част, а две – в страничните части. От страничните арки се отклоняват два реда покрити галерии по протежението на пътя, и още една перпендикулярна галерия към ротондата.
До наши дни се е запазила само част от западната стена с дължина около 29 метра. Някога под централната арка се е намирала Виа Егнация (Via Egnatia). В началото на XX век по улицата се е движил тролей, а след това трамвай. Запазилата се странична арка е била застроена с къщи. Днес арката напълно е разчистена от по-късни застроявания, а частта на улицата, на която е разположена, е изцяло пешеходна. Съвременните гърци наричат арката накратко Камара, т.е. Арката (на гръцки: Καμάρα – арка).

## Скулптурни композиции
Колоните на централната арка са облицовани с каменни барелефи, разположени в четири пояса един над друг. Поясите са разделени чрез гирлянди от цветя и листа. Над четвъртия (най-горен) пояс има корниз, кйто завършва с арка, украсена със скулптури. Под корниза има барелеф, украсен с цветенца лайка.
Барелефите, изобразяващи сцени от персийския поход на Галерий, принадлежат към образците на късноримското изкуство. На тях без какъвто и да е промеждутък са изобразени множество фигури, понякога с явни анатомически неточности и нарушени пропорции (например, конете са изобразени значително по-малки по размер от хората). Самите фигури са лишени от свобода на движението, характерно за произведенията от гръцкия и елинистически период, но надписите на арката позволяват да се предположи, че тя е създана от гръцки майстори. Арката принадлежи към разпространения в това време стил на повествователни (исторически) композиции и самата тя представлява един от най-добрите образци на този стил.
Основната тема на барелефите е военният поход на Галерий. Сцените изобразяват битки, помилване на пленници и т.н. Изобразените събития от изтока са подчертани в композиците с такива животни като слонове и камили. Стилът на скулптурите на арката е сходен с този от по-късната Арка на Константин в Рим.